# Аяпов, Ахат
Ахат Аяпов (каз. Ахат Аяпов; 1909 год, село Беспишен — дата и место смерти не известны) — колхозник, старший скотник совхоза «Теренкульский» Казталовского района Уральской области, Казахская ССР. Герой Социалистического Труда (1966).
В 1931 году начал свою трудовую деятельность в колхозе родного села. Участвовал в Великой Отечественной войне. После войны работал старшим скотником, заведующим фермой в колхозе имени Энгельса Казталовского района (после преобразования — совхоз «Теренкульский»).
В зимний период 1963—1965 годов ежегодно полностью сохранял поголовье стада, получая самые высокие показатели по молодняку по Уральской области. За достигнутые успехи в развитии животноводства, увеличении производства и заготовок мяса, молока, яиц и шерсти и другой продукции удостоен звания Героя Социалистического Труда указом Президиума Верховного Совета СССР от 22 марта 1966 года с вручением ордена Ленина и золотой медали «Серп и Молот».

## Награды
- Герой Социалистического Труда
- Орден Ленина